# Hildegard Dubnick
Hildegard Dubnick OSB (* 1961 in Oak Park, einem Vorort von Chicago) ist eine US-amerikanische Benediktinerin und war 2019–2024 Äbtissin im bayerischen Kloster St. Walburg.

## Leben

Wappen

Hildegard Dubnick hat tschechische Vorfahren und wuchs in Oak Park in Illinois auf, besuchte die High School und studierte danach vergleichende Sprachwissenschaften und Deutsch. Zwei Jahre verbrachte sie bereits in Deutschland. Sie war an der Universität Tübingen und als Sprachassistentin an einem Gymnasium in Germersheim am Rhein. 1987 trat sie in die Abbey of St. Walburga in Boulder ein und legte am 15. August 1990 die Profess ab. 1995 wurde sie Hauptorganistin der Gemeinschaft. 1996 zog sie mit dem Konvent nach Virginia Dale um. 
Am 4. Januar 2019 wurde sie vom Konvent des Klosters und unter Leitung von Bischof Gregor Maria Hanke zur 60. Äbtissin von St. Walburg gewählt. Sie tritt die Nachfolge von Franziska Kloos an. Die Äbtissinnenweihe fand am 23. Februar 2019 in der Klosterkirche St. Walburg statt. Am 14. März 2024 nahm Bischof Hanke ihren Rücktritt zum 24. März 2024 an. Als Grund gab sie die unterschiedlichen Anforderungen an eine Äbtissin in Deutschland und der USA an.

## Wappen
Das Wappen zeigt eine junge Eiche, die sich aus dem Wasser speist. Die Eiche nimmt Bezug auf den tschechischen Nachnamen „Dubnick“, was übersetzt „kleine Eiche“ bedeutet, auf den Geburtsort Oak Park in Illinois (USA) und stellt zum Wirkungsort Eichstätt eine Verbindung dar. Die drei Wellen versinnbildlichen den im Wahlspruch („Suscepimus Misericordiam Tuam“ bedeutet „Wir haben dein Erbarmen empfangen.“) erwähnten Strom des Erbarmens und der Gnade Gottes. Das Ölfläschchen weist auf das Walburgisöls hin, das am Grab der heiligen Walburga fließt. Der Wahlspruch von Mutter Hildegard ist aus Psalm 47 (47,10 Vulgata) „Suscepimus Misericordiam Tuam“ („Wir haben dein Erbarmen empfangen.“).